# Toton the Apache
Toton the Apache is een Amerikaanse dramafilm uit 1919 onder regie van Frank Borzage.

## Verhaal
In Parijs trouwt de Amerikaanse kunstenaar David Lane met zijn model Yvonne. Vlak voor de geboorte van hun kind moet David terugkeren naar de Verenigde Staten. Tijdens zijn afwezigheid huurt de vader van David een advocaat in om Yvonne ervan te overtuigen dat hij haar heeft verlaten. Yvonne sterft kort na de geboorte van haar dochter. Een vriend van Yvonne voedt het meisje op als een jongen en leidt haar op tot een gauwdief. Intussen adopteert David een zoon en wanneer hij volwassen is, verhuizen ze samen naar Parijs om er een atelier te beginnen.

## Rolverdeling
| Acteur           | Personage      |
| ---------------- | -------------- |
| Olive Thomas     | Toton / Yvonne |
| Norman Kerry     | David Lane     |
| Francis McDonald | Pierre         |
| Jack Perrin      | Carew          |